# Psephosaurus suevicus
Lo psefosauro (Psephosaurus suevicus) è un rettile estinto, appartenente ai placodonti. Visse nel Triassico medio (Ladinico, circa 238 milioni di anni fa) e i suoi resti fossili sono stati ritrovati in Europa (Germania).

## Descrizione
Questo animale è noto soltanto per un carapace incompleto, rinvenuto nel Keuper inferiore della Germania meridionale (Hoheneck, nei pressi di Stoccarda), e per alcuni osteodermi isolati. Attualmente, il carapace è in frammenti che non permettono di ricostruirne il profilo. La conservazione, inoltre, è piuttosto scarsa, ed è perciò difficile individuare i singoli osteodermi che compongono il carapace. In ogni caso, sembra che vi fossero due principali tipi di osteodermi: il primo tipo era costituito da grandi elementi di diametro compreso tra i 25 e i 28 millimetri, con un contorno irregolare o arrotondato. Il centro di questi osteodermi era elevato e la superficie era ornamentata da una rete di delicate creste e scanalature che si irradiavano dal centro verso il margine. I grandi osteodermi erano separati gli uni dagli altri da osteodermi più piccoli, in gran parte pentagonali o esagonali, con un diametro che poteva variare dai 15 ai 25 millimetri. La superficie di questi osteodermi era piatta o leggermente depressa, e la superficie era anch'essa debolmente corrugata. Benché non si conosca altro dello scheletro di Psephosaurus, si suppone che come la maggior parte dei placodonti possedesse un corpo piatto ricoperto da un carapace, e che il cranio fosse dotato di grandi denti tondeggianti atti a schiacciare i gusci dei molluschi. 

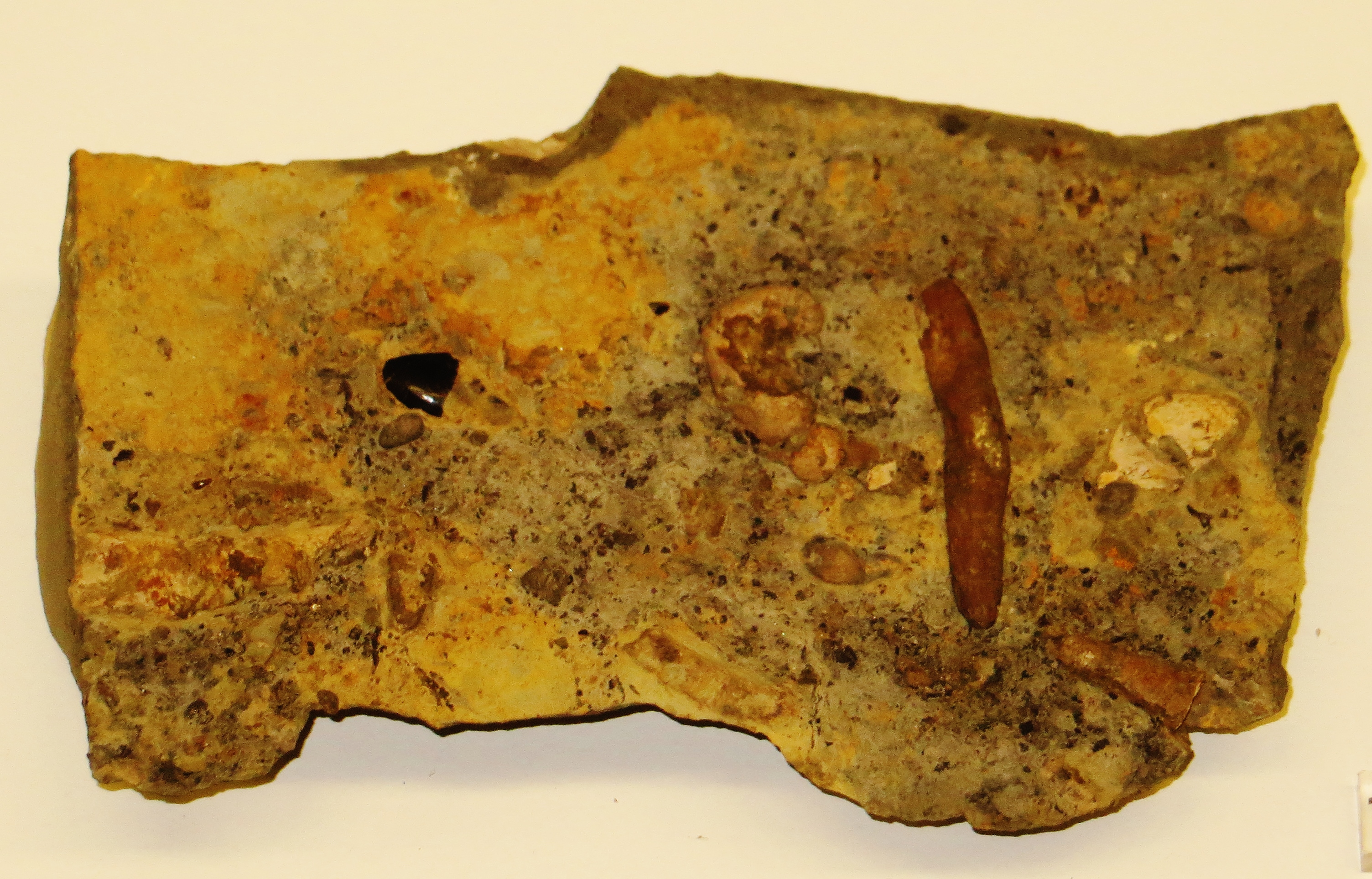
Fossile di dente attribuito a Psephosaurus suevicus

## Classificazione
Psephosaurus suevicus venne descritto per la prima volta nel 1896 da Eberhard Fraas, sulla base di un fossile molto incompleto di carapace rinvenuto in Germania. Lo stesso studioso riconobbe le affinità con altri rettili del gruppo dei placodonti. Attualmente Psephosaurus è considerato un membro dei ciamodontoidi, il gruppo di placodonti che comprende le forme più derivate del gruppo. Altre specie attribuite al genere Psephosaurus sono state scoperte in terreni del Triassico medio in Israele (P. mosis, P. picardi, P. sinaiticus e P. rhombifer), ma una successiva ridescrizione di questi resti ha portato all'istituzione del genere Psephosauriscus per le specie israeliane (Rieppel, 2002).